# ميسون بلوملي
ميسون بلوملي (بالإنجليزية: Mason Plumlee)‏ مواليد 5 مارس 1990، هو لاعب كرة سلة أمريكي يلعب مع فريق بروكلين نتس في الرابطة الوطنية لكرة السلة ويحمل الرقم 1. يبلغ طوله 6 قدم 11 بوصة (2.1 م).

## فرق لعب لها
- بروكلين نتس

## الميداليات
| الميدالية | المسابقة                         |
| --------- | -------------------------------- |
| ذهبية     | بطولة كأس العالم لكرة السلة 2014 |

## روابط خارجية
- ميسون بلوملي على موقع الاتحاد الدولي لكرة السلة (الإنجليزية)
- ميسون بلوملي على موقع إن بي أي (الإنجليزية)
- ميسون بلوملي على موقع سبورتس رفرنس (الإنجليزية)
- ميسون بلوملي على موقع كرة السلة الأوروبية.كوم (الإنجليزية)
- ميسون بلوملي على موقع إي إس بي إن.كوم (الإنجليزية)
- ميسون بلوملي على موقع كلية كرة السلة في سبورتس رفرنس.كوم (الإنجليزية)
- ميسون بلوملي على موقع ريلجم (الإنجليزية)
- ميسون بلوملي على موقع بروبوليرز (الإنجليزية)
- ميسون بلوملي على موقع سبورتس رفرنس (الإنجليزية)
- ميسون بلوملي على موقع سبورتس رفرنس (الإنجليزية)